# Berville, Seine-Maritime

Berville este o comună în departamentul Seine-Maritime, Franța. În 1 ianuarie 2022 avea o populație de 709 de locuitori.